# Mansle
Mansle é uma comuna francesa na região administrativa da Nova Aquitânia, no departamento de Charente. Estende-se por uma área de 5,75 km². Em 2010 a comuna tinha 1 693 habitantes (densidade: 294,4 hab./km²).